# Habib Bacha
Habib Bacha SMSP  (* 24. Juni 1931 in Tyros, Libanon; † 23. November 1999) war melkitischer Erzbischof von Beirut und Jbeil.

## Priester und Promotion
Schon mit jungen Jahren übernahm der Priester Habib Bacha – seine Priesterweihe empfing er am 29. Juni 1956 – führende Kirchenämter. Zuvor war er auf dem Priesterseminar St. Paul in Jerusalem und schloss sein Studium in Theologie und Philosophie ab. Er war dann im Wallfahrtsort Harissa, in Beirut und in Latakia (Syrien) tätig. Er wurde 1975 zum Erzbischof von Beirut und Jbeil ernannt und setzte nach der Bischofsweihe sein Studium in Rom fort. Er promovierte in Rom zum Doktor der Theologie, gleichzeitig unterrichtete er am Päpstlichen Institut für Arabische und Islamische Studien und war dort Sekretär für den Islam. Von 1968 bis 1975 war er Generaloberer der Missionsgesellschaft vom heiligen Paulus.

## Erzbischof
Am 23. August 1975 wurde Habib Bacha zum Erzbischof von Beirut und Jbeil ernannt. Die Bischofsweihe erfolgte am 14. September 1975 durch Erzbischof Maximos V. Hakim (Patriarch des Melkitischen Patriarchats von Antiochien). Die Mitkonsekratoren waren die Erzbischöfe Jean Bassoul BS (Erzbischof von Zahlé und Furzol) und Nicolas Naaman MSSP (Erzbischof von Bosra und Hauran).
1979 war der offizielle Beginn des theologischen Dialogs zwischen den östlich-orthodoxen Kirche und der römisch-katholischen Kirche. Von den 29 Vertretern der römisch-katholischen Kirche vertrat Habib Bacha die Melkitisch-Griechisch-Katholische Kirche. Zwischen 1985 und 1987 war er gleichzeitig Apostolischer Administrator von Banyas. Während der apostolischen Reise von Papst Johannes Paul II. im Jahr 1997 war er Vorsitzender der Bischöflichen Kommission für die Laien und verantwortlicher Repräsentant für die Jugendlichen im Libanon. Mit 68 Jahren starb Habib Bacha am 23. November 1999 an den Folgen eines Herzinfarkts.

## Konsekrationen
Er weihte 1995 den späteren Erzbischof Georges Bacaouni von Tyros zum Priester und war Mitkonsekrator von Bischof Spiridon Mattar (Bischof von Nossa Senhora do Paraíso em São Paulo), Erzbischof „pro hac vice“ Jean Mansour, SMSP (Weihbischof im Melkitischen Patriarchat von Antiochien und Titularerzbischof von Apamea in Syria dei Greco-Melkiti), Boulos Nassif Borkhoche SMSP (Erzbischof von Bosra und Hauran), Abraham Nehmé, BC (Erzbischof von Homs, Syrien) und Jean-Clément Jaeanbart (Erzbischof von Aleppo in Syrien).